# Pisco (nápoj)

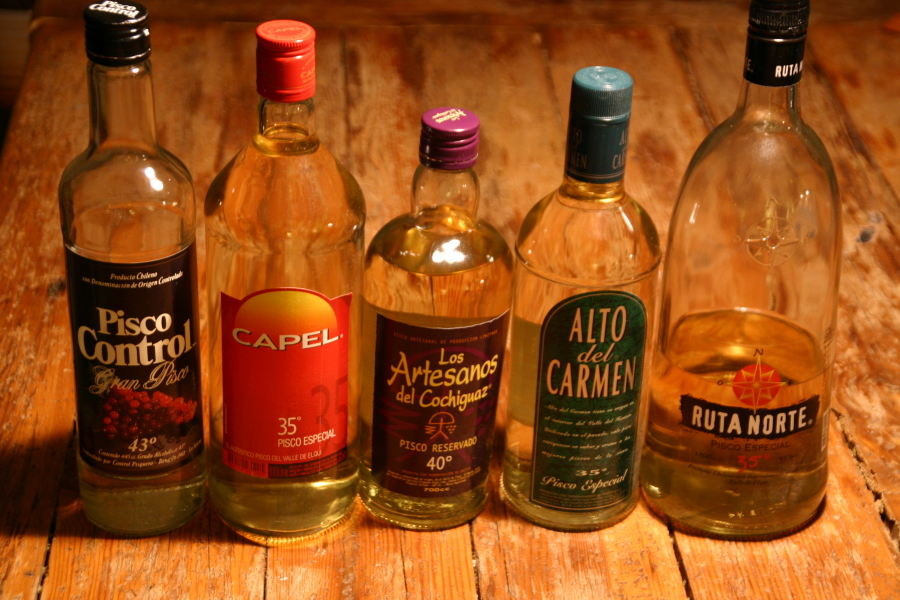
Různé značky chilského pisca

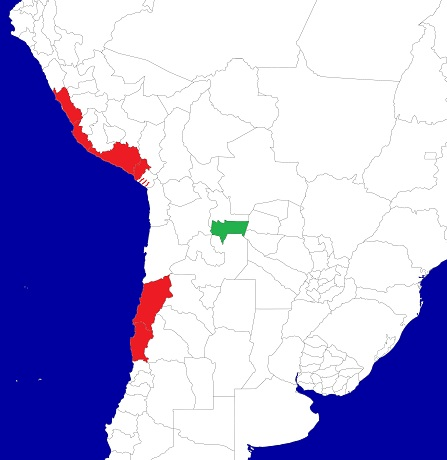
Mapa produkčních oblastí pisca (červeně) a bolivijského singani (zeleně)

Pisco [pisko] je destilát vyráběný v Peru a Chile z vinných hroznů aromatických odrůd. Destiluje se v měděných nádobách pouze jednou a zásadně se neředí vodou, výsledný obsah alkoholu je podle normy 38–48 %. Je obvykle čirý, zráním v dřevěných sudech může získat lehce nazlátlý odstín. Podle použitých odrůd révy se rozeznávají základní typy pisca: Puro (čisté, tj. jednoodrůdové), Aromáticas (z muškátu), Acholado (směs různých hroznů) a Mosto verde (pálené z částečně zkvašeného moštu).
Pálenka se vyrábí od 16. století, název pisco je poprvé písemně doložen roku 1684. Vede se dlouholetý spor ohledně původu nápoje: Peruánci odvozují jeho název od přístavu Pisco jižně od Limy, kdežto podle Chilanů pochází z kečuánského slova pisqu, což znamená ptáka, přičemž jako „zemi ptáků“ označovali obyvatelé hor celé pacifické pobřeží Jižní Ameriky. Hlavním současným producentem je Chile, které produkuje padesát milionů litrů pisca, kdežto Peru jen půldruhého milionu. Nejdůležitější produkční oblastí chilského pisca je údolí řeky Elqui. V Bolívii se vyrábí podobná pálenka nazývaná singani.
Pisco je základem míchaných nápojů pisco sour (pisco s limetovou šťávou, cukrem a vaječným bílkem) nebo piscola (pisco a Coca-Colou a ledem).
Pisco sour má svůj svátek: v Peru se slaví první únorovou sobotu. Roku 1999 tamější vláda rozhodla, že čtvrtou neděli v červenci bude Den piska. Chilané naproti tomu slaví Den piska v měsíci květnu a 8. února pak Den piscoly.